# 라이언 고슬링
라이언 토마스 고슬링(영어: Ryan Thomas Gosling, 1980년 11월 12일 ~ )은 캐나다의 배우, 영화 감독, 음악가이다. 고슬링은 디즈니 채널의 《미키 마우스 클럽》(1993-1995)에서 어린 시절부터 경력을 시작했으며, 그 외에는 가족 엔터테인먼트 프로그램 《어두울 때는 덫을 놓지 않는다?》(1995)와 《구스범스》(1996)에 출연했다. 그의 첫 주연 영화 역할은 2001년 유대인을 연기한 《빌리버》(2001)였고, 《머더 바이 넘버》(2002), 《더 슬로터 룰》(2002), 《유나이티드 스테이츠 오브 리랜드》(2003) 등 여러 독립 영화에 출연했다. 고슬링은 상업적으로 성공한 로맨스 드라마 《노트북》에서 주인공 역할을 하여 2004년에 더 많은 관객들의 주목을 받았다. 《하프 넬슨》(2006)의 마약 중독자 교사로서의 그의 연기는 미국 아카데미상 최우수 남우조연상 후보로 지명되었으며, 《내겐 너무 사랑스러운 그녀》(2007)의 사회적으로 부적합한 외톨이로 그의 연기는 골든 글로브상에 후보로 올랐다. 3년간의 연기 중단 후 고슬링은 로맨스 드라마 《블루 발렌타인》에서 주인공 역할을 맡아 두 번째 골든 글로브상 지명을 받았다. 고슬링은 2011년 로맨틱 코미디 드라마 《크레이지, 스투피드, 러브》와 정치 드라마 《킹메이커》, 네오 누아르 범죄 스릴러 《드라이브》에 함께 출연해 두 차례 골든 글로브상 후보에 올랐다. 그의 감독 데뷔작인 《로스트 리버》는 2014년에 좋지 않은 평가를 받았다. 이후 고슬링은 금융 코미디 드라마 《빅 쇼트》(2015), 로맨스 뮤지컬 《라라랜드》(2016)과 네오 누아르 공상 과학 영화 《블레이드 러너 2049》(2017) 등에 출연했다. 《라라랜드》의 경우, 그는 골든 글로브상 영화 뮤지컬 코미디 부문 최우수 남우주연상을 수상했으며 두 번째 미국 아카데미상 후보 지명을 받았다.
고슬링의 밴드 Dead Man's Bones는 2009년 북미를 여행하면서 자체 제목의 데뷔 앨범을 발표했다. 그는 캘리포니아의 베벌리힐스에 있는 모로코 레스토랑 타진(Tagine)의 공동 소유자이다. 고슬링은 PETA, Invisible Children 및 Enough Project의 후원자이며 지역의 갈등에 대한 인식을 제고하기 위해 차드, 우간다 및 콩고 동부를 여행했다. 고슬링은 10년 이상 아프리카의 평화 증진 노력에 참여해 왔다. 그는 2011년부터 배우 에바 멘데스와 연인 관계로 그들에게는 두 딸이 있다.

## 성장 과정
라이언 토마스 고슬링은 1980년 11월 12일 캐나다 온타리오주, 런던에서 제지 공장에 이동하는 세일즈맨인 토마스 레이 고슬링과 비서로 일한 도나 고슬링의 아들로 태어났다. 그의 부모는 일부의 아일랜드와 스코틀랜드, 잉글랜드 조상을 둔 프랑스-캐나다인 출신이다. 고슬링의 부모는 후기성도였고, 고슬링은 종교가 삶의 모든 면에 영향을 미쳤다고 말했다. 그의 아버지의 일 때문에 그들은 많은 이사를 다녔고, 고슬링은 온타리오 주 콘월과 온타리아 주 벌링턴에 살았다. 그의 부모는 만 13세 때 이혼했고, 그와 누나인 맨디는 어머니와 함께 살았다. 고슬링은 "소녀처럼 생각하는" 프로그램을 제작한 경험이 있다.
고슬링은 글래드스톤 공립학교, 콘월 컬리지엣 앤 직업 학교, 레스터 B. 피어슨 고등학교에서 교육을 받았으며, 어렸을 때, 그는 《딕 트레이시》를보고 배우가 되기 위해 영감을 받았다.
그는 자신이 어린 아이라는 것을 싫어했고, 초등학교에서 왕따 당하면서, 그는 "14세 또는 15세"때까지 친구가 없었다고 한다. 그는 읽을 수 없었고 주의력결핍 과다행동장애(ADHD)에 대해 평가 되었지만 그런 진단을 받지 못했으며 거짓 보고서와는 달리 약물 치료를 받지 않았다. 그의 어머니는 직장을 그만두고 1년 동안 홈스쿨링을 했다. 고슬링은 홈스쿨링에 대해 그는 "내가 정말로 잃어버린 적이 없는 자율성"이라고 말했다. 고슬링은 누나가 공연자가 되어 격려하여 어린 시절부터 관객 앞에서 공연했다. 그와 그의 누나는 엘비스 프레슬리 헌사 연기로 그의 삼촌의 엘비스 페리(무대 이름)와 공연한 결혼식에서 함께 노래를 불렀고, 지역 발레단에 참여했다. 연기하는 것은 그가 자신에게 칭찬을 받은 유일한 것이기 때문에 자신감을 높였다. 그는 어린 시절 캐나다 악센트가 "힘들다"고 생각하지 않기 때문에 특이한 억양을 개발했다. 그는 말론 브란도에 대한 억양을 표현하기 시작했다. 그는 연기 경력에 집중하기 위해 만 17세의 나이로 고등학교를 중퇴했다.

## 사생활

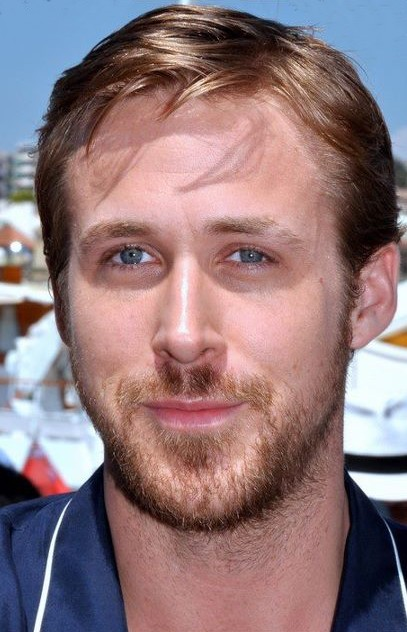
2011년 칸 국제 영화제에서 고슬링

고슬링은 이전에 뉴욕에서 믹스견 조지와 함께 살았다. 그는 캘리포니아의 베벌리힐스에 있는 모로코 식당인 타진(Tagine)을 공동 소유하고 있다. 그는 충동에 레스토랑을 샀다고 털어놨다. 그는 "모든 돈을"그 곳에 썼다고 말했다. 1년 동안 개조 공사를 하고 그 식당의 메뉴를 감독했다.
고슬링은 2002년부터 2003년까지 《머더 바이 넘버》에서 공연한 산드라 블록과 연인 관계였다. 고슬링은 2005년 중반에서 2007년 중반까지 동료 캐나다인 배우 레이첼 맥아담스와 연인 관계였으며, 한 차례 헤어진 그들은 2008년에 재결합했다. 2011년 9월, 고슬링은 《플레이스 비욘드 더 파인즈》에서 공연한 배우 에바 멘데스와 교제를 시작했다. 그들은 에스메랄다 아마다 고슬링 (2014년 9월 출생)과 아마다 리 고슬링 (2016년 4월 출생)이라는 두 딸을 두고 있다.

## 필모그래피

### 영화
| 년도 | 제목                                                        | 역할                 | 참고                      |
| ---- | ----------------------------------------------------------- | -------------------- | ------------------------- |
| 1997 | 프랑켄슈타인과 나 Frankenstein and Me                       | 케니                 |                           |
| 2000 | 리멤버 타이탄 Remember the Titans                           | 애런 보슬리          |                           |
| 2001 | 빌리버 The Believer                                         | 대니 발린트          |                           |
| 2002 | 머더 바이 넘버 Murder by Numbers                            | 리차드 헤이우드      |                           |
| 2002 | 더 슬로터 룰 The Slaughter Rule                             | 로이 처트니          |                           |
| 2003 | 유나이티드 스테이츠 오브 리랜드 The United States of Leland | 릴런드 P. 피츠제럴드 |                           |
| 2004 | 노트북 The Notebook                                         | 노아 칼훈            |                           |
| 2005 | 스테이 Stay                                                 | 헨리 레섬            |                           |
| 2006 | 하프 넬슨 Half Nelson                                       | 댄 던                |                           |
| 2007 | 프랙처 Fracture                                             | 윌리 비첨            |                           |
| 2007 | 내겐 너무 사랑스러운 그녀 Lars and the Real Girl            | 라스 린스트롬        |                           |
| 2010 | 블루 발렌타인 Blue Valentine                                | 딘 페레이라          | 또한 총괄 프로듀서        |
| 2010 | 올 굿 에브리씽 All Good Things                              | 데이빗 마크스        |                           |
| 2010 | 리제너레이션 Regeneration                                   | 내레이션             | 다큐멘터리; 또한 프로듀서 |
| 2011 | 크레이지, 스투피드, 러브 Crazy, Stupid, Love                | 제이콥 팔머          |                           |
| 2011 | 드라이브 Drive                                              | 드라이버             |                           |
| 2011 | 킹메이커 The Ides of March                                  | 스티븐 마이어스      |                           |
| 2012 | 플레이스 비욘드 더 파인즈 The Place Beyond the Pines        | 루크 글랜턴          |                           |
| 2013 | 갱스터 스쿼드 Gangster Squad                                | Sgt. 제리 우터스     |                           |
| 2013 | 온리 갓 포기브스 Only God Forgives                          | 줄리안               | 또한 총괄 프로듀서        |
| 2013 | 화이트 섀도우 White Shadow                                  |                      | 총괄 프로듀서             |
| 2014 | 로스트 리버 Lost River                                      | 빈칸                 | 감독, 각본, 프로듀서      |
| 2015 | 빅 쇼트 The Big Short                                       | 자레드 베넷          |                           |
| 2016 | 나이스 가이즈 The Nice Guys                                 | P.I. 홀랜드 마치     |                           |
| 2016 | 라라랜드 La La Land                                         | 세바스찬 윌더        |                           |
| 2016 | 송 투 송 Song to Song                                       | BV                   |                           |
| 2017 | 블레이드 러너 2049 Blade Runner 2049                        | KD-6 3.7 경관        |                           |
| 2018 | 퍼스트 맨 First Man                                         | 닐 암스트롱          |                           |
| 2022 | 그레이 맨 The Gray Man                                      | 코트 젠트리          |                           |
| 2023 | 바비 Barbie                                                 | 켄                   |                           |
| 2024 | 스턴트맨 The Fall Guy                                       | 콜트                 |                           |
| 2026 | 프로젝트 헤일메리 Project Hail Mary                         | 라일랜드 그레이스    |                           |

### 텔레비전
| 년도      | 제목                                                                        | 역할          | 참고                                         |
| --------- | --------------------------------------------------------------------------- | ------------- | -------------------------------------------- |
| 1993–1995 | 미키 마우스 클럽 The Mickey Mouse Club                                      | 자신          | 3 에피소드                                   |
| 1995      | 어두울 때는 덫을 놓지 않는다? Are You Afraid of the Dark?                   | 제이미 리어리 | 에피소드: "The Tale of Station 109.1"        |
| 1996      | PSI Factor: Chronicles of the Paranormal                                    | 아담          | 에피소드: "Dream House/UFO Encounter"        |
| 1996      | Kung Fu: The Legend Continues                                               | 케빈          | 에피소드: "Dragon's Lair"                    |
| 1996      | Road to Avonlea                                                             | 브렛 맥널티   | 에피소드: "From Away"                        |
| 1996      | 구스범스 Goosebumps                                                         | 그레그 뱅크스 | 에피소드: "Say Cheese and Die"               |
| 1996      | The Adventures of Shirley Holmes                                            | 션            | 에피소드: "The Case of the Burning Building" |
| 1996      | Flash Forward                                                               | 스콧 스터키   | 2 에피소드                                   |
| 1996      | Ready or Not                                                                | 맷 칼린스키   | 에피소드: "I Do, I Don't"                    |
| 1997–1998 | Breaker High                                                                | 션 핸론       | 44 에피소드                                  |
| 1998      | Nothing Too Good for a Cowboy                                               | 토미          | 텔레비전 영화                                |
| 1998–1999 | Young Hercules                                                              | 허큘리스      | 50 에피소드                                  |
| 1998      | Hercules: The Legendary Journeys                                            | Zylus         | 에피소드: "The Academy"                      |
| 1999      | The Unbelievables                                                           | 조쉬          | 파일럿                                       |
| 2005      | I'm Still Here: Real Diaries of Young People Who Lived During the Holocaust | 일리아 거버   | 텔레비전 다큐멘터리                          |
| 2015–2017 | 새터데이 나이트 라이브 Saturday Night Live                                  | 자신 (호스트) | 2 에피소드                                   |

## 음반 목록
| 2009                                                             | "Dead Man's Bones" (with Dead Man's Bones) | —  | —  | —   | —  | —  | —  | 빈칸                                               |
| 2011                                                             | "You Always Hurt the One You Love"         | —  | —  | —   | —  | —  | —  | Blue Valentine: Original Motion Picture Soundtrack |
| 2016                                                             | "A Lovely Night" (with 엠마 스톤)          | —  | —  | 75  | —  | —  | —  | La La Land: Original Motion Picture Soundtrack     |
| 2016                                                             | "City of Stars"                            | —  | —  | 10  | —  | —  | —  | La La Land: Original Motion Picture Soundtrack     |
| 2016                                                             | "City of Stars" (with 엠마 스톤)           | 68 | 30 | 194 | 14 | 48 | 53 | La La Land: Original Motion Picture Soundtrack     |
| "—" 표시는 차트에 진입하지 못함을 의미함(2010년 이전 자료 없음). |                                            |    |    |     |    |    |    |                                                    |